# Val Bondasca
La Val Bondasca è una valle svizzera laterale della Val Bregaglia. Si trova nella regione Maloja (Canton Grigioni).
Dal punto di vista orografico la valle appartiene alle Alpi Retiche occidentali. Più particolarmente si incunea nei Monti della Val Bregaglia. Tutta la valle è compresa nel comune di Bregaglia.

## Monti
I monti principali che contornano la valle sono:
- Pizzo Cengalo - 3.367 m
- Pizzo Badile - 3.308 m
- Cima della Bondasca - 3.290 m
- Sciora di Dentro (e tutto il Gruppo delle Sciore) - 3.275 m
- Pizzo Cacciabella - 2.980 m